# Probablemente (episodio de South Park)
«Probablemente» (siendo su título original «Probably») es el episodio 10 de la 4 temporada de la serie animada South Park. Es la continuación del episodio «Do the Handicapped Go To Hell?».

## Sinopsis
El inicio del episodio muestra los hechos del episodio anterior junto con la historia de un esquiador acuático tratando fallidamente de saltar sobre un tiburón.
La secuela comienza cuando la escuela primaria queda desierta ya que Cartman actuando como telepredicador incita a los niños a seguir lo que dice la Biblia para no ir al infierno y para ello planea construir una enorme Iglesia de cristal, cosa que sorprende a los padres y autoridades del colegio ya que los niños debían estar en clase. Por otra parte Kenny (quien supuestamente murió en el anterior episodio atropellado por un bus) llega a Ensenada, México, al sur de Tijuana. Mientras en Estados Unidos, los niños construyen una improvisada iglesia de madera, pero cuando supervisan su construcción, Cartman, Stan y Kyle son enviados a casa de este primero ya que su madre trata de convencerlos de no seguir con su locura ofreciéndoles dulces y juguetes, pero Cartman vehemente dice que no cederá. Al instante Kenny llama a casa de Cartman quien cree que Kenny está en el infierno; descrito como un lugar donde se habla español mexicano (en el doblaje al español se hablaba con acento mexicano), había tiendas con baratijas y donde si se bebe el agua, la persona orinaba sangre de su ano.
Por su parte Satán en el infierno trata de hablar con Saddam, quien lo emborracha y le hace ver un video porno y así ambos pasan la noche juntos. Satan se arrepiente y vuelve a su departamento donde Chris sabiendo que estaba con Saddam lo perdona y no le arma ningún reclamo (lo que quería Satán) pero Saddam entra y asesina a Chris apuñalándolo en la cabeza.
En la tierra los niños celebran una misa donde Cartman habla del "infierno" descrito por Kenny. El padre de una niña entra tratando de que su hija saliese de ese culto pero muere al caerle encima una tabla de la mal-construida iglesia. El padre llega al infierno donde millones de personas recientemente fallecidas esperaban entrar siendo recibidas por el director del Infierno (parodia de Rowan Atkinson), sin embargo, algunos dicen que no deben estar en el infierno; uno por ser protestante y otro por ser Testigo de Jehovah y el director les responde que solo los mormones van al Cielo. En ese momento llega Satán con una voz atemorizante diciéndoles a los recién muertos la pertenencia de sus almas a él pero por sus problemas emocionales queda desmotivado y Chris quien estaba entre los recién muertos busca a Satán pero este lo rechaza ya que no se siente sexualmente atraído a él. Chris posteriormente busca a Saddam para intentar amistarse con él pero entre los dos se matan mutuamente para ganarse el amor de Saddam. Satán al ver eso habla con JonBenét Ramsey, diciéndole que Saddam le atrae sexualmente y Chris porque era amable y bueno. La pequeña niña le pide que recurra a Dios para que le ayudara en ese problema.
Cartman en la tierra copia lo que hacían los Pastores evangélicos para su iglesia, la hermana Anne trata de convencerlo de dejar sus acciones ya que solo obedecían la voluntad de Jesús. Durante las reuniones pone en práctica exorcismos, Curación Pentecostal, e incluso pide a Timmy (que es inválido) a que camine, pero su enorme cabeza hace que caiga rompiendo el suelo.
En el cielo Satán es recibido por los mormones para hacer sus actividades pero él pide solo ver a Dios, una vez este llega (con la misma apariencia de ¿Estás ahí Dios? Soy yo, Jesús) y escucha lo que Satán estaba pasando. Dios siendo budista lo critica primero por ser un líder rebelde y después por ser "una mariquita" y le pide que se tome un tiempo para quererse a sí mismo ya que durante mucho tiempo ha dependido de varias relaciones, con o sin atracción sexual. Satán agradecido por el consejo de Dios vuelve al infierno para dolor de los mormones quienes veían en él una buena persona.
En la tierra Cartman pide un dólar a la congregación para sostener a la Iglesia que si bien era otro plan de él para obtener los 10 millones de dólares que no había podido tener en episodios previos. Stan y Kyle sienten decepción y enojo hacia él y al día siguiente cuando los niños un daban dinero, la hermana Anne interrumpe ya que traía a Jesús. Jesús les aconseja a los niños volver a la escuela y les aconseja no temer al infierno; ya que las solas buenas acciones serían recompensadas por Dios para poder lograr la salvación. En castigo, Jesús envía a Cartman a un lugar peor que el Infierno; a Ensenada, México, el mismo sitio donde estaba Kenny.
Mientras en el infierno, Saddam y Chris tratan de matarse mutuamente pero Satán dice que no se quedara con ninguno de los dos. Chris trata de arreglar las cosas pero Satán lo rechaza y Saddam amenaza a Satán que nunca lo va a dejar, Chris respeta la decisión de Satán. En los días posteriores, Satán posee una gran tranquilidad que luego se ve truncada por el acoso de Saddam, Satán atraviesa su pecho diciéndole que "habló con un amigo para un favor"; Saddam es llevado al Cielo donde es recibido por los mormones forzado a pasar la eternidad con ellos y sus tradiciones, siendo para Saddam una tortura.

## Curiosidades
- Cuando Liane Cartman trata de disuadir a su hijo de ser evangelista soborna a él y a Stan y Kyle con juguetes, entre ellos los Chinpokomon.
- El muñeco sexual de Antonio Banderas visto por primera vez en Korn's Groovy Pirate Ghost Mystery aparece brevemente luego de que Satán y Saddam tuviesen sexo.
- La niña en la parte en la que el padre intenta sacarla de la iglesia y muere es muy parecida a la hermana menor de Kenny, Karen McCormick.
- Cuando el director del infierno les dice a las personas recién muertas que los únicos que van al cielo son los mormones es una ironía a que los "únicos" que van al cielo son los estadounidenses (porque esa religión proviene de Estados Unidos).
- Cuando Kenny describe al "infierno" hace referencia al maltrato en la mayoría de las ciudades del norte de México.